# Vrachonisída Karyófyllo
Vrachonisída Karyófyllo är en ö i Grekland.   Den ligger i prefekturen Nomós Dodekanísou och regionen Sydegeiska öarna, i den sydöstra delen av landet, 400 km sydost om huvudstaden Aten.
Terrängen på Vrachonisída Karyófyllo är varierad. Öns högsta punkt är 3 meter över havet. 